# Adineta glauca
Adineta glauca är en hjuldjursart som beskrevs av Wulfert 1942. Adineta glauca ingår i släktet Adineta och familjen Adinetidae. Inga underarter finns listade i Catalogue of Life.